# Stephen Hurt
Stephen Lane Hurt (ur. 18 kwietnia 1993 w Murfreesboro) – amerykański koszykarz, występujący na pozycjach silnego skrzydłowego lub środkowego, obecnie zawodnik Al-Ittihad Manama.
23 sierpnia 2017 został zawodnikiem Energi Czarnych Słupsk. 18 września został zwolniony za porozumieniem stron.
13 stycznia 2019 dołączył do tureckiego Yalova Group Belediye Spor. 31 sierpnia zawarł umowę z japońskim Pass lab Yamagata Wyverns.  
25 sierpnia 2021 został zawodnikiem Al-Ittihad Manama.

## Osiągnięcia
Stan na 26 sierpnia 2021, na podstawie, o ile nie zaznaczono inaczej.
NJCAA
- Zaliczony do składu honorable mention konferencji Panhandle (2014)

NCAA
- Najlepszy pierwszoroczny zawodnik konferencji Atlantic Sun (2013)
- Zaliczony do I składu najlepszych pierwszorocznych zawodników Atlantic Sun (2013)